# Acsinszki repülőtér
Az Acsinszki repülőtér (orosz nyelven: Аэропорт Ачинск) repülőtér Oroszországban, a Krasznojarszki határterület Acsinszk városa mellett.

## Története
Építése az 1970-es években kezdődött. Eredetileg helyi járatok fogadására épült, de később már nagyobb gépeket is tudott fogadni. Saját gépparkkal, JAK-40-es gépekkel rendszeres személyszállító regionális járatokat teljesített. A repülőtér 1985–1990 között volt a csúcson, akkor A. V. Nagajev volt a vezetője (1982–2002).
A Szovjetunió felbomlását követő válság a légi közlekedést is áthatotta. 2006-ban a repülőtér működtetőjét Aeroport Acsinszk Kft. („Аэропорт „Ачинск”) néven jegyezték be.
2012-ben a repülőtér üzemeltetője Valerij Guszarov üzletember, az Acsinszki járási tanács tagja lett, aki a korábban szezonálisan működő repülőteret egész éven át szerette volna működtetni. A kft azonban 2014. júliusban megszűnt. A repülőtér újjáélesztésére – egy korábbi vezetője szerint – nincs reális lehetőség, legfeljebb alternatív (tartalék) leszállóhelynek lehetne felújítani.
A legközelebbi repülőtér Acsinszktól kb. 140 km-re, Krasznojarszk–Jemeljanovóban van.